# Имер Пуља
Имер Пуља (алб. Imer Pula; Ђаковица, 20. септембар 1921 — јануар 2010), учесник Народноослободилачке борбе и друштвено-политички радник СФР Југославије, СР Србије и САП Косова.

## Биографија
Рођен је 20. септембра 1921. године у Ђаковици. Завршио је економски факултет. Учествовао је у Народноослободилачкој борби од 1941. године. Члан Комунистичке партије Југославије постао је исте године.
После рата радио је као политички радник и изборно лице на Космету. Био је:
- секретар Среског НО одбора у Пећи, Ђаковици и Косовској Митровици
- председник СНОО среза Дрежничког и среза Косовска Митровица
- члан Извршног одбора Обласног народног одбора
- члан Покрајинског извршног већа
- члан Покрајинског комитета СКЈ
- члан Покрајинског и Главног одбора Социјалистичког савеза радног народа
- председник Покрајинске привредне коморе
- члан Извршног већа Скупштине СР Србије
- савезни секретар за тржиште и цене од 1978. до 1982. године
- председник Извршног већа Скупштине САП Косова од маја 1982. до 5. маја 1984. године[1]

Биран је за посланика Савезног већа Републичког већа и Организационог политичког већа Скупштине СР Србије у више сазива.
У јесен 1987, ПК СК Косова означило га је одговорним због лошег политичког стања у покрајини, па је искључен из СКЈ.
Преминуо је 2010. године. Једна улица у Ђаковици носи његово име.